# Látravík (vik i Island, Västlandet)
Látravík är en vik i republiken Island.   Den ligger i regionen Västlandet, i den västra delen av landet, 120 km nordväst om huvudstaden Reykjavík.